# Mae Whitman
Mae Margaret Whitman (Los Angeles, Califòrnia, Estats Units, 9 de juny de 1988) és una actriu estatunidenca. És coneguda pel seu paper com Bianca Piper en la pel·lícula The Duff, el seu paper Ann Veal en la sèrie de televisió Arrested Development, el seu paper com Amber en la sèrie Parenthood, el seu paper com Roxy Ricther en Scott Pilgrim vs. The World, i per la seva veu com Katara en la sèrie de televisió animada Avatar: la llegenda d'aang, Rose en American dragon: Jake Long, i com a Campaneta en les pel·lícules de Tinker Bell. El seu paper principal ha estat com a filla del president en Independence Day el 1996. També va estar en la pel·lícula de 2012, Els avantatges de ser un marginat com Mary-Elizabeth. El 26 de febrer de 2018 va començar a treballar en la sèrie anomenada Good Girls.

## Biografia
Whitman va néixer a Los Angeles, Califòrnia. És filla única de Pat Musick, artista, i Jeff Whitman, mànager personal. Whitman va començar la seva carrera posant la veu a un comercial de Tyson Foods, un paper pel qual la seva mare també va fer l'audició. Durant aquest temps, Whitman va assistir a l'Acadèmia Ribet, una preparatòria escolar privada, a Los Angeles.

## Carrera

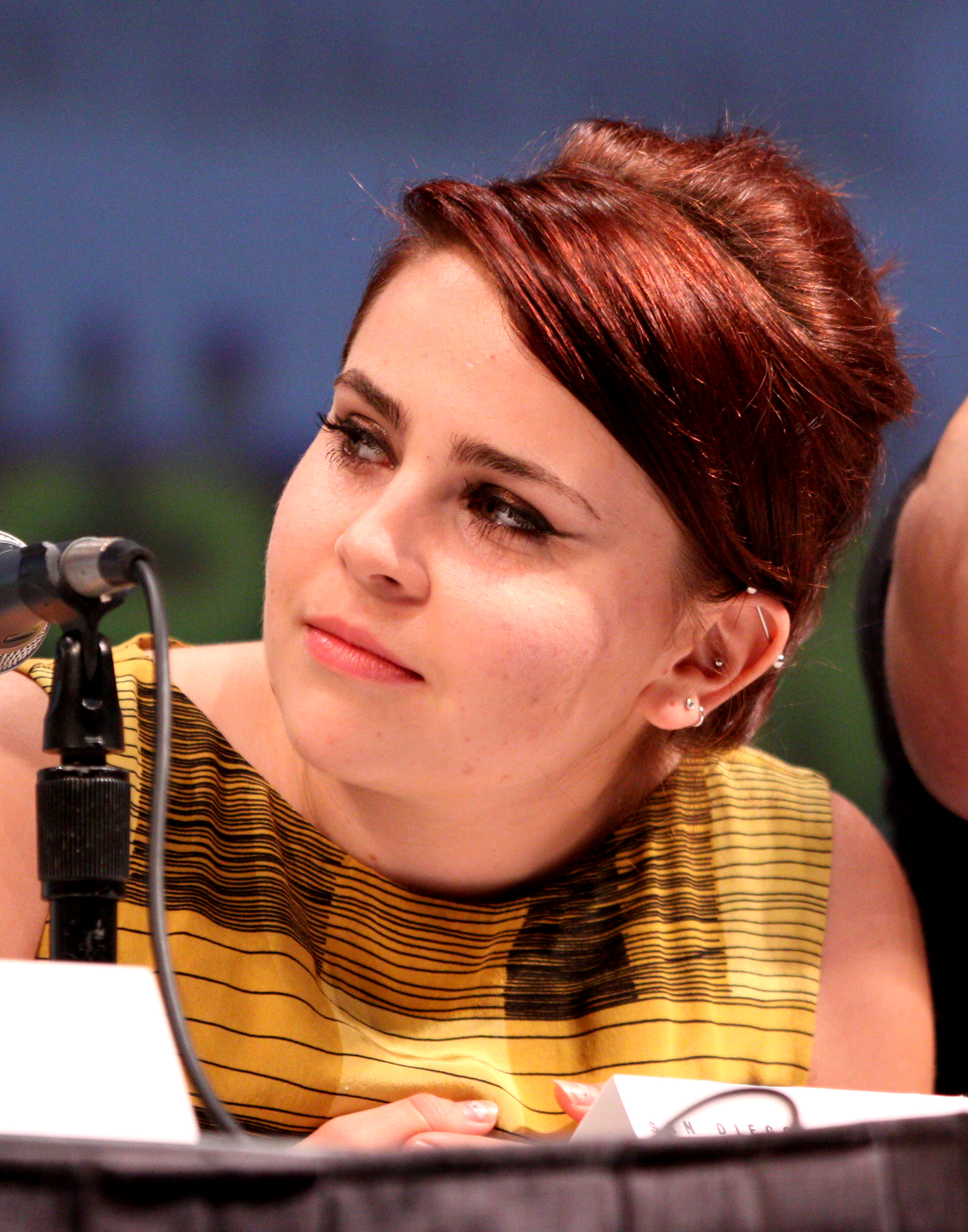
Whitman en la Convenció Internacional de Còmics de San Diego al juliol de 2010.

El 1994, amb sis anys, Whitman va debutar al cinema, actuant al costat de Meg Ryan en Quan un home estima una dona (1994), interpretant la filla menor de Meg Ryan, Casey.
En la pel·lícula Independence Day (1996), Whitman va interpretar la filla del President; també va interpretar a la filla del personatge de George Clooney, Maggie, en One Fine Day (1996) i la filla del personatge de Sandra Bullock, Bernice, en Hope Floats (1998).
El 1996, Whitman va aparèixer com a convidada en l'episodi "The One Where Rachel Quits" de la comèdia Friends.
Durant diverses aparicions com a convidada des de 1998 fins a 2001, Whitman va interpretar Chloe Madison en JAG. Chloe era la germana petita de Sarah 'Mac' Mackenzie (Catherine Bell). El 2001 i 2002, Whitman va protagonitzar la sèrie d'ABC Family, State of Grace.
Whitman va ser la veu de Navajo Wynonna "Winnie" Whitefeather per Focus en The Last Chance Detectives (2004). Va aparèixer en la sèrie de 2006, Thief per FX Networks, interpretant a la fillastra de Nick Atwater (Andre Braugher). També va aparèixer en diversos vídeojocs, interpretant el paper de Yuffie Kisaragi en el videojoc de Square-Enix/Disney, Kingdom Hearts II com també una aparició en el videojoc  Dirge of Cerberus: Final Fantasy VII.
Whitman va fer diverses aparicions el 2006 i 2007, incloent Grey's Anatomy com a Heather. També va aparèixer en Desperate Housewives com una amiga de Julie. Va ser triada pel remake de la sèrie The Bionic Woman el 2007, interpretant la germana menor sorda del personatge principal. El 27 de juny de 2007, TV Guide va informar que Whitman anava a ser reemplaçada en el paper de la germana de Jaime, i Lucy Hale va ser triada per substituir Whitman el següent juliol. També va aparèixer en Law and Order: Special Victims Unit, com una mare que adopta nens del carrer formant una família sense llar.
També és Cynder en La llegenda de Spyro: la nit eterna.
Whitman actualment està en Parenthood de Ron Howard. Interpreta Amber Holt, "una adolescent rebel l'únic interès de la qual en el present és el seu promés que vol ser una estrella de rock."
Whitman va interpretar a la dolenta Roxy Ricther en Scott Pilgrim vs. The World d'Edgar Wright, una adaptació al cinema del còmic de Bryan Lee O'Malley, Scott Pilgrim. En la pel·lícula protagonitzava el seu excompany d'Arrested Development, Michael Cera.
Whitman va aparèixer en Family Guy el 2010, i va tenir un paper en la pel·lícula adolescent de 2012, Els avantatges de ser un marginat, amb Logan Lerman, Emma Watson, i Ezra Miller. El 2015 va protagonitzar al costat de Robbie Amell la pel·lícula de comèdia The Duff, interpretant el paper de Bianca Piper.

## Música
Whitman ha gravat «I Heard The Bells On Christmas Day» i «You Make Christmas Feel So Good» d'Escola cap a fora! Nadal.
Whitman també ha cantat en els cors en una sèrie de cançons de indie-punk de la banda Fake Problems del seu àlbum més recent Real ghosts Caught on Tape.

## Filmografia

### Cinema
| Any  | Títol                                                      | Personatge             | Notes                      |
| ---- | ---------------------------------------------------------- | ---------------------- | -------------------------- |
| 1994 | Quan un home estima una dona                               | Casey Green            |                            |
| 1995 | Degree of Guilt                                            | Elena Argos            | Pel·lícula per a televisió |
| 1995 | Naomi & Wynonna: Love Can Build a Bridge                   | Jove Ashley Judd       | Pel·lícula per a televisió |
| 1995 | Bye Bye Love                                               | Michele Goldman        |                            |
| 1996 | Independence Day                                           | Patricia Whitmore      |                            |
| 1996 | After Jimmy                                                | Rosie                  | Pel·lícula per a televisió |
| 1996 | Un dia inoblidable                                         | Maggie Taylor          |                            |
| 1997 | Merry Christmas, George Bailey                             | Zuzu Bailey            | Pel·lícula per a televisió |
| 1998 | Conflicte d'interessos (The Gingerbread Man)               | Libby Magruder         |                            |
| 1998 | Hope Floats                                                | Bernice Pruitt         |                            |
| 1999 | A Season for Miracles                                      | Alanna 'Lani' Thompson | Pel·lícula per a televisió |
| 1999 | Jingle Bells                                               | Beth (veu)             | Pel·lícula per a televisió |
| 1999 | Mickey's Once Upon a Christmas                             | Nena (veu)             | Directe a vídeo            |
| 1999 | Invisible Child                                            | Rebecca 'Doc' Beeman   | Pel·lícula per a televisió |
| 2001 | An American Rhapsody                                       | Maria Sandor (10 anys) |                            |
| 2002 | The Wild Thornberrys Movie                                 | Alumna (veu)           |                            |
| 2003 | El llibre de la selva 2                                    | Shanti (veu)           |                            |
| 2004 | Teacher's Pet                                              | Leslie (veu)           |                            |
| 2005 | Going Shopping                                             | Coco                   |                            |
| 2005 | The Happy Elf                                              | Molly (veu)            | Pel·lícula per a televisió |
| 2006 | The Bondage                                                | Angelica               |                            |
| 2006 | Love's Abiding Joy                                         | Colette Doros          |                            |
| 2006 | Jesse Stone: Death in Paradise                             | Emily Bishop           | Pel·lícula per a televisió |
| 2007 | Boogeyman 2                                                | Alison                 |                            |
| 2007 | Lost in the Dark                                           | Amy Tolliver           | Pel·lícula per a televisió |
| 2008 | Tinker Bell                                                | Tinker Bell (veu)      | Directe a vídeo            |
| 2008 | Nits de tempesta (Nights in Rodanthe)                      | Amanda Willis          |                            |
| 2009 | Spring Breakdown                                           | Lydia                  | Directe a vídeo            |
| 2009 | Tinker Bell and the Lost Treasure                          | Tinker Bell (veu)      | Directe a vídeo            |
| 2009 | Acceptance                                                 | Taylor Rockefeller     | Pel·lícula per a televisió |
| 2010 | Barry Munday                                               | Candice                |                            |
| 2010 | Jesse Stone: No Remorse                                    | Emily Bishop           | Pel·lícula per a televisió |
| 2010 | Scott Pilgrim vs. The World                                | Roxy Richter           |                            |
| 2010 | Scott Pilgrim vs. the Animation                            | Lisa Miller (veu)      | Curtmetratge               |
| 2010 | Tinker Bell and the Great Fairy Rescue                     | Tinker Bell (veu)      |                            |
| 2011 | The Factory                                                | Abby Fletcher          |                            |
| 2012 | The Perks of Being a Wallflower                            | Mary Elizabeth         |                            |
| 2012 | Secret of the Wings                                        | Tinker Bell (veu)      |                            |
| 2014 | The Wind Rises                                             | Kayo / Kinu (veus)     |                            |
| 2014 | Campaneta, fades i pirates (Tinker Bell: The Pirate Fairy) | Tinker Bell (veu)      |                            |
| 2014 | Tinker Bell and the Legend of the NeverBeast               | Tinker Bell (veu)      |                            |
| 2015 | The Duff                                                   | Bianca                 | Protagonista               |
| 2016 | Operator                                                   | Emily Klein            | Protagonista               |
| 2016 | Rock Dog                                                   | Darma (veu)            |                            |

### Televisió
| Any             | Títol                                  | Personatge                            | Notes                                        |
| --------------- | -------------------------------------- | ------------------------------------- | -------------------------------------------- |
| 1996            | Duckman: Private Dick/Family Man       | Baby Rose (veu)                       | Episodi: "Sperms of Endearment"              |
| 1996            | Early Edition                          | Amanda Bailey                         | Episodi: "The Choice"                        |
| 1996            | Friends                                | Sarah Tuttle                          | Episodi: "The One Where Rachel Quits"        |
| 1996            | The Cartoon Cartoon Show               | Little Suzy (veu)                     | Episodi: "Johnny Bravo and the Amazon Women" |
| 1996–1999       | Chicago Hope                           | Sara Wilmette                         | 17 episodis                                  |
| 1997            | Superman: The Animated Series          | Young Lois Lane (veu)                 | Episodi: "Monkey Fun"                        |
| 1997–2004       | Johnny Bravo                           | Little Suzy (veu)                     | 52 episodis                                  |
| 1998–2001       | JAG                                    | Chloe Madison                         | 8 episodis                                   |
| 1999            | Judging Amy                            | Darcy Mitchell                        | Episodi: "Last Tango in Hartford"            |
| 1999            | Providence                             | Frances Carlyle                       | 2 episodis                                   |
| 1999            | Hallmark Hall of Fame                  | Alanna 'Lani' Thompson                | Episodi: "A Season for Miracles"             |
| 2000–2002       | Teacher's Pet                          | Leslie Dunkling (veu)                 |                                              |
| 2000            | Godzilla: The Sèries                   | Meg (veu)                             | Episodi: "Shafted"                           |
| 2000            | The Wild Thornberrys                   | Antoinette (veu)                      | Episodi: "Luck Be an Aye-Aye"                |
| 2001            | Max Steel                              | Jo (veu)                              | Episodi: "The Return"                        |
| 2001            | Jackie Chan Adventures                 | Veus addicionals                      | Episodi: "Scouts Honor"                      |
| 2001–2002       | State of Grace                         | Emma Grace McKee                      | 40 episodis                                  |
| 2002            | Presidi Med                            | Tory Redding                          | Episodi: "Do No Harm"                        |
| 2002            | The Zeta Project                       | Amy (veu)                             | Episodi: "The River Rising"                  |
| 2002–2004       | Fillmore!                              | Diverses veus                         | 7 episodis                                   |
| 2004            | Cold Case                              | Eve Kendall                           | Episodi: "Lover's Lane"                      |
| 2004            | CSI: Crime Scene Investigation         | Glynnis Carson                        | Episodi: "No Humans Involved"                |
| 2004            | Century City                           | Erin Pastura                          | Episodi: "Without a Tracer"                  |
| 2004–2006, 2013 | Arrested Development                   | Ann Veal (Planta)                     | 16 episodis                                  |
| 2005–2007       | American Dragon: Jake Long             | Rose/Huntsgirl (veu)                  | 19 episodis                                  |
| 2005–2008       | Avatar: The Last Airbender             | Katara (veu)                          | 59 episodis                                  |
| 2006            | Thief                                  | Tammi Deveraux                        | 6 episodis                                   |
| 2006            | Desperate Housewives                   | Sarah                                 | Episodi: "Nice She Ain't"                    |
| 2006            | Phil of the Future                     | Noia ploranera                        | Episodi: "Stuck in the Meddle with You"      |
| 2007            | Justice                                | Jenny Marshall                        | Episodi: "False Confession"                  |
| 2007            | Grey's Anatomy                         | Heather Douglas                       | 2 episodis                                   |
| 2007            | The Modifyers                          | Agent Xero / Lacey Shadows (veus)     | Pilot                                        |
| 2007            | Bionic Woman                           | Becca Sommers                         | Episodi: "Unaired Pilot"                     |
| 2007            | Ghost Whisperer                        | Rachel Fordham                        | Episodi: "Don't Try This at Home"            |
| 2007            | ER                                     | Heather                               | Episodi: "The Test"                          |
| 2008            | Law & Order: Special Victims Unit      | Cassidy Cornell/Helen Braidwell       | Episodi: "Streetwise"                        |
| 2008            | Good Behavior                          | Roxy West                             | Pilot                                        |
| 2008–2010       | In Treatment                           | Rosie Weston                          | 5 episodis                                   |
| 2008–2013       | Family Guy                             | Diverses veus                         | 10 episodis                                  |
| 2009            | Criminal Minds                         | Julie                                 | Episodi: "Cradle to Greu"                    |
| 2009            | Glenn Martin, DDS                      | Amish Girl / Trailer Park Teen (veus) | 2 episodis                                   |
| 2009–2010       | The Cleveland Show                     | Veus addicionals                      | 2 episodis                                   |
| 2010–2015       | Parenthood                             | Amber Holt                            | 98 episodis                                  |
| 2010            | Batman: The Brave and the Bold         | Batgirl (veu)                         | 2 episodis                                   |
| 2011            | Tinker Bell and the Pixie Hollow Games | Tinker Bell (veu)                     |                                              |
| 2012            | Robot Chicken                          | Diverses veus                         | Episodi: "Casablankman 2"                    |
| 2011–2012       | Young Justice                          | Wonder Girl                           | Veu, 11 episodis                             |
| 2012            | Weeds                                  | Tula                                  | Episodi: "See Blue and Smell Cheese and Die" |
| 2012–present    | Teenage Mutant Ninja Turtles           | April O'Neil (veu)                    | 74 episodis                                  |
| 2012            | Dragons: Riders of Berk                | Heather (veu)                         | 2 episodis                                   |
| 2013–2014       | Jake and the Never Land Pirates        | Tinker Bell (veu)                     | 2 episodis                                   |
| 2013            | Web Therapy                            | Blair Yellin                          | 3 episodis                                   |
| 2013–2014       | American Dad                           | Glitter / Zoey (veus)                 | 3 episodis                                   |
| 2013            | Masters of Sex                         | Estudiant de col·legi                 | Episodi: "Standard Deviation"                |
| 2014            | Suburgatory                            | Caris                                 | Episode: "Blame it on the Rainstick"         |
| 2014            | AJ's Infinite Summer                   | Morgan / Receptionist (veus)          | Pilot                                        |
| 2018            | Good Girls (sèrie de televisió)        | Annie Marks                           | 10 episodis                                  |